# Jean-Baptiste Dumas

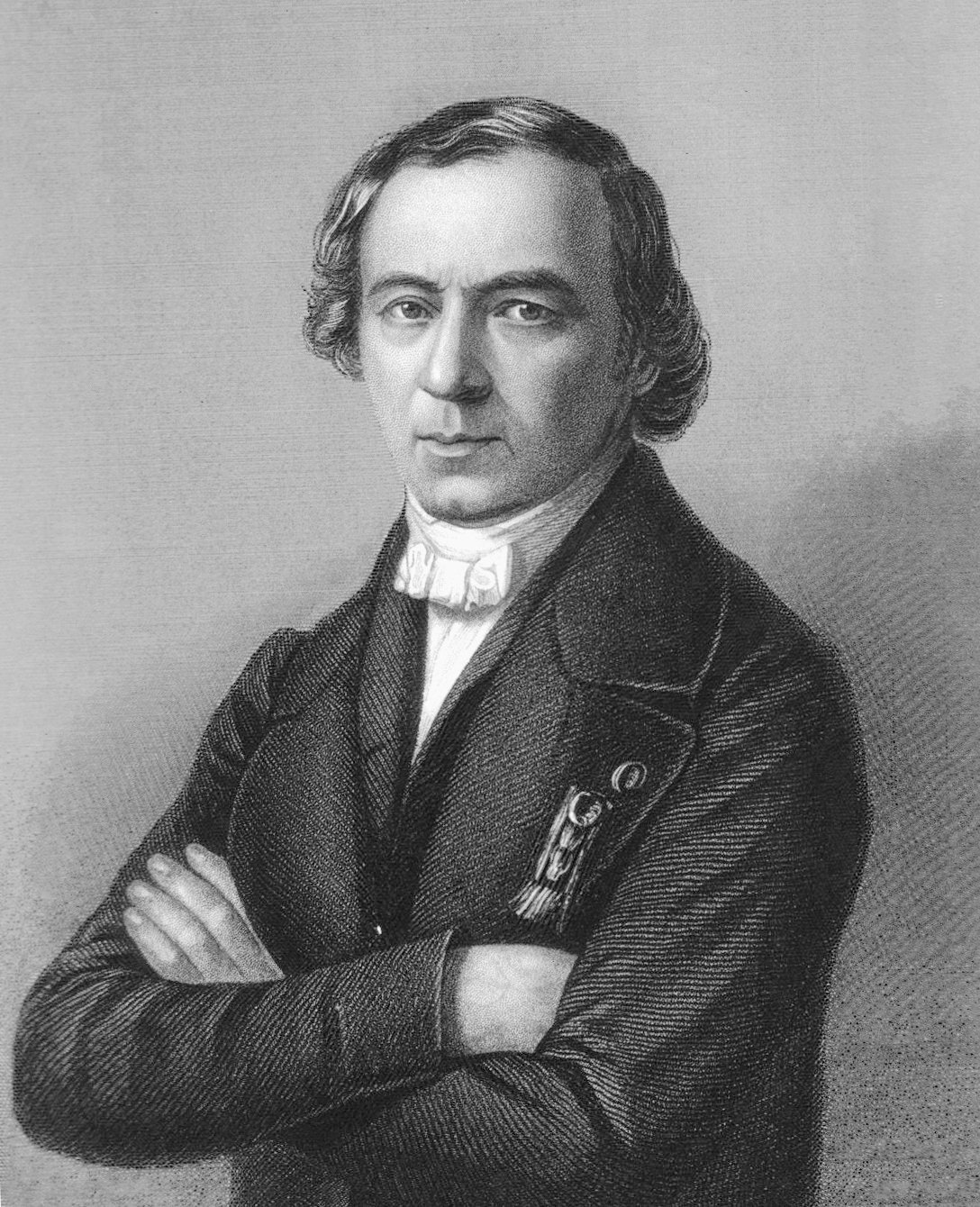
Jean-Baptiste Dumas

Jean-Baptiste André Dumas (* 14. Juli 1800 in Alais/Département Gard; † 11. April 1884 in Cannes) war ein französischer Chemiker. Von ihm stammt die Bezeichnung „Chloroform“.

## Leben
Dumas Vater war ein künstlerisch begabter Mann, er war Sekretär im Städtchen Alais (der alte Name der Stadt Alès). Im Jahr 1815 wurde der junge Jean-Baptiste Dumas, der zuvor eine örtliche private Vorbereitungsschule (preparatory school) besucht hatte, wo er eine humanistische Bildung erhielt, Lehrling in einer Apotheke in Alais. 1816 bekam er das Angebot, an einer größeren Apotheke in Genf pharmazeutisch zu arbeiten. In dieser Apotheke wurden Vorlesungen in Botanik, Physik und Chemie gehalten, es gab auch ein gut eingerichtetes Labor. Er schrieb in Genf sein erstes Buch über pharmazeutische Pflanzen, etwas später ein Buch über Physiologische Chemie. Auf Anregung von Jean-Francois Coindet (1774–1834) hatte Dumas ab 1818 Untersuchungen zu Iod in verkohlten Schwämmen sowie als möglichem Heilmittel bei Kropf durchgeführt und Iodtinktur sowie Kaliumiodid als Arzneimittel vorgeschlagen. Im Labor der Apotheke fertigte er sich verschiedene chemische Apparaturen aus Buchvorlagen an. Dem Genfer Hochschullehrer Charles-Gaspard de la Rive teilte er die Ergebnisse seiner Forschungsbemühungen mit. Etwa zu dieser Zeit arbeitete er auch mit Prevost (siehe unten) zusammen.
Als Dumas 22 Jahre alt war, besuchte ihn der Gelehrte Alexander von Humboldt in Genf. Humboldt bestärkte ihn, die Nähe zu den großen Naturwissenschaftlern (Claude-Louis Berthollet, Joseph Louis Gay-Lussac, Louis Jacques Thénard) in Paris zu suchen.
Im Jahr 1823 zog Dumas nach Paris und ihm wurde an der École polytechnique eine Stelle für Abendvorlesungen angeboten.
Dumas, der in Paris mit den jüngeren Physiologen zusammenarbeitete und Bekanntschaft mit den führenden Experimentalmedizinern der Zeit machte, wurde 1823 zunächst Repetent der Chemie an der École polytechnique, dann Professor am Athénée (Athenaeum), wo er den Lehrstuhl für Chemie erhielt, an der von ihm 1829 mitbegründeten École centrale des arts et manufactures und schließlich mit 28 Jahren Nachfolger von Gay-Lussac an der Sorbonne. Im Jahre 1824 trat Dumas auch als Mitbegründer der Fachzeitschrift den Annales des sciences naturelles in Erscheinung. Zudem war er Mitherausgeber der Annales de Chimie et de Physique.
Im Jahre 1826 heiratete er Hermine Brongniart (1803–1890), die ältere Tochter des französischen Chemikers, Geologen und Naturforschers Alexandre Brongniart (1770–1847).
Im Jahr 1840 wurde er Lehrer an der École de Médicine de Paris, wo er den Lehrstuhl für Chemie erhielt. Seit dieser Zeit lieferte er eine lange Reihe chemischer Arbeiten, die größtenteils von bedeutendem Einfluss auf die Gestaltung der chemischen Anschauungen waren.
Während der Julimonarchie war Dumas Mitglied des öffentlichen Unterrichtsrats und 1849 bis 1851 Minister des Ackerbaues und Handels. Nach der Februarrevolution 1848 trat er in die Commission consultative ein und wurde sodann Senator und Mitglied des Oberrats des öffentlichen Unterrichts und 1856 dessen Vizepräsident. Seit 1849 war er Mitglied der Göttinger Akademie der Wissenschaften, seit 1858 auswärtiges Mitglied der Bayerischen Akademie der Wissenschaften, seit 1875 Mitglied der Académie française und seit 1872 der Accademia dei Lincei. Mit 32 Jahren war er Mitglied der Pariser Akademie, bald erfolgten Ehrungen und Ernennungen von zahlreichen anderen Instituten der Welt. Nachdem sich 1883 gesundheitliche Beschwerden eingestellte hatten, starb Dumas am 11. April 1884.

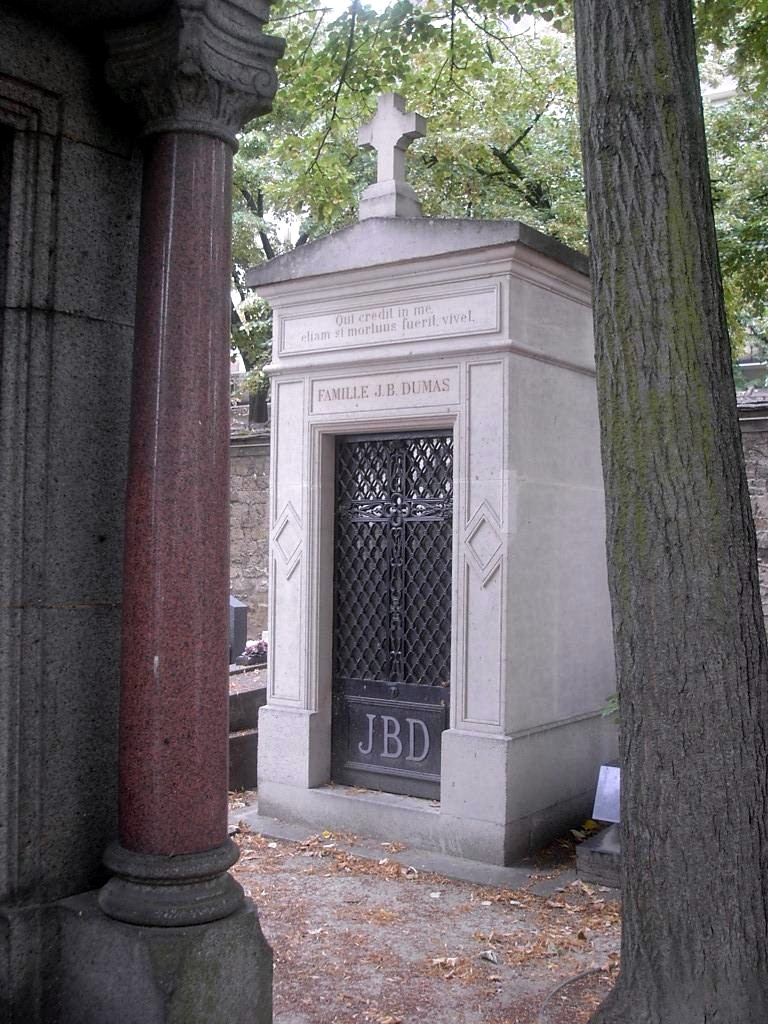
Grab von J. B. Dumas (Paris)

## Wissenschaftliche Leistungen
Das Volumengesetz von Alexander von Humboldt und Gay-Lussac, dass bei gleichem Druck und gleicher Temperatur die gleiche Anzahl von Atomen in einem Gas enthalten sind, und somit aus der Gasdichte die Atommasse berechenbar ist, verbesserten Avogadro und Ampère durch die Erweiterung des Gasbegriffs der Moleküle (Teilchen aus zusammengesetzten Atomen). Dumas wies als erster darauf hin, dass sich Gas-Moleküle mit gleichen Teilchen spalten können und so Gase mit ungleichen Atomen entstehen können. Dumas entwickelte eine Methode zur exakten Bestimmung der Dichte von Gasen in bestimmten Temperaturbereichen. Mit dieser Methode konnte er für anorganische Chloride des Phosphors, des Arsens, des Bors, des Zinns und des Siliziums aus den Dampfdichten auch die exakten Atommassen der Elemente bestimmen.
In Gemeinschaft mit Jean Servais Stas bestimmte Dumas die Atommasse von Kohlenstoff zu 12. Die sehr genaue Atommassenbestimmung von Kohlenstoff war von großer Wichtigkeit für die organische Elementaranalyse. Es folgten exakte Bestimmungen der Atommassen von 30 weiteren Elementen. Die Bestimmung der Atommassen nach Jöns Jakob Berzelius konnte noch weiter verfeinert werden. Dabei stellte Dumas fest, dass 22 Atommassen ganzzahlige Vielfache des Wasserstoffatoms sind. Diese Arbeiten von Dumas waren wegbereitend für eine sehr exakte Atommassenbestimmung.
Für die organische Elementaranalyse entwickelte Dumas ein verbessertes Verfahren zur Bestimmung des Stickstoffs verbrennbarer Moleküle, die nach ihm benannte Stickstoffbestimmung nach Dumas. Außerdem entwickelte er eine Methode zur Bestimmung von Gasdichten bzw. Molmassen verdampfbarer Substanzen. Auch dieses Verfahren, die Molmassenbestimmung nach Dumas, ist nach ihm benannt.
In der organischen Chemie hat Dumas die Substitutionstheorie entwickelt. Berzelius leitete das Reaktionsgeschehen von der Elektrolyse ab und nahm elektropositive und elektronegative Bereiche in jedem Teilchen an. In einer organischen Verbindung – so Berzelius’ Vorstellung – war der Kohlenstoff das elektronegative Teilchen, der Wasserstoff das elektropositive Teilchen. Es war nach seiner Vorstellung unmöglich, dass ein elektropositives Teilchen wie Wasserstoff durch ein elektronegatives Teilchen wie Chlor verdrängt werden könne.
Dumas wies jedoch die Substitution von Wasserstoff durch Chlor bei der Einwirkung von Chlor auf Kerzenwachs nach und stellte auch eine Theorie der radikalischen Substitution (1830) zur Umwandlung von Ethanol mit Chlor zu Chloral (eine Reaktion die Justus Liebig, ein Kollege und Konkurrent von Dumas in Paris, entdeckt hatte) auf.
Je ein Wasserstoffatom eines organischen Moleküls konnte durch ein Chlor-, Brom-, Iodatom oder durch ein halbes Sauerstoffatom ersetzt werden.
Die Theorie der Substitution leistete auch einen Beitrag zum Verständnis der Summenformel und Struktur des Diethylethers und der Etherbildung aus Kaliumethanolat und Ethyliodid (Williamsonsche Ethersynthese).
Am 5. April 1834 hatte Dumas die korrekte Summenformel des 1831 von Liebig, Guthrie und Soubeiran unabhängig voneinander entdeckten Chloroforms, dem Dumas seinen heutigen Namen gegeben hatte, publiziert und am 24. Dezember 1834 der Akademie der Wissenschaften in Paris vorgetragen.
Ab 1840 entwickelte Dumas in Verbindung mit Charles Frédéric Gerhardt die Typentheorie (Chemie).
Dumas stellte fest, dass durch den Ersatz eines Wasserstoffatoms durch ein Chloratom die Eigenschaften der organischen Verbindungen erhalten blieben. Essigsäure kann mit Chlor in Trichloressigsäure umgewandelt werden, die Trichloressigsäure ist wie die Essigsäure eine Säure.
Mit dieser Theorie konnten organische Strukturen nach der Elementaranalyse besser eingeordnet werden.
Die Typentheorie war eine unitaristische Theorie, sie brach mit der dualistischen Auffassung der Moleküle (Radikaltheorie) von Berzelius, wonach Moleküle aus einem positiven und einem negativen Segment bestehen. Jede chemische Verbindung bildet ein geschlossenes Ganzes, besteht also nicht aus zwei Teilen.
Dumas identifizierte durch Elementaranalyse die Propionsäure und gab ihr auch den entsprechenden Namen, die Säure hieß zuvor Metacetsäure.
Dumas konnte voraussagen, dass zwischen Ameisensäure und Palmitinsäure 14 Zwischenglieder existieren müssten (Abschätzung durch physikalische Eigenschaften: Schmelz-, Siedepunkte). Dumas fand im Jahr 1837 zusammen mit Péligot das Methanol als Nebenprodukt der Holzdestillation (Holzgeist) und konnte durch die Elementaranalyse, Oxidation zu Ameisensäure und Molekularmassenbestimmung die Identität bestimmen. Neben Methanol fand Dumas noch zwei weitere Alkohole (Amylalkohol, Cetylalkohol) und konnte anhand der Siede- und Schmelzpunkte dieser Verbindungen auf die Zahl der weiteren Alkohole zwischen diesen Gliedern schließen. Er gilt damit als Begründer der homologen Reihe.
Er konnte Nitrile durch Einwirkung von Phosphorpentoxid auf Carbonsäureamide und Ammoniumsalzen von Carbonsäuren darstellen.
Dumas entdeckte durch Einwirkung von Phosgen auf ein Alkohol Chlorkohlensäureester und nach Umsetzung mit Ammoniak die Carbaminsäuren, Urethane.
Er entwickelte eine Methode, um den Stickstoffanteil in organischen Verbindungen zu bestimmen (heute bekannt als „Dumas-Methode“), und legte damit die Grundlage für moderne Analysemethoden. Ebenso wichtig waren seine Arbeiten zur Bestimmung von Molmassen von Flüssigkeiten. Auch auf dem Gebiet der physiologischen Chemie war Dumas sehr aktiv. Für die theoretische Chemie sind namentlich seine Arbeiten über die Substitution epochemachend gewesen.
Mit dem Physiologen, Chemiker und Embryologen Jean Louis Prevost (1790–1850), mit dem er um 1820 viele wissenschaftliche Fragestellungen medizinischer Natur bearbeitete führte er eine erfolgreiche Bluttransfusion mittels ungerinnbar gemachtem Blut bei Tieren durch und beschrieb diese 1821 mit ihm. Dumas und Prévost demonstrierten die Anwesenheit von Harnstoff im Blut von Tieren, denen die Nieren entfernt worden waren, und arbeiteten auf dem Gebiet der Fruchtbarkeit insbesondere zur Entstehung von Eiern bei Säugetieren. Zudem erkannten sie den Befruchtungsvorgang bei Froscheiern.

## Sonstiges
Jean-Baptiste Dumas ist namentlich auf dem Eiffelturm verewigt, siehe: Die 72 Namen auf dem Eiffelturm.
- Mitglied der Académie française (1832), ständiger Sekretär der physikalischen Wissenschaften, sciences physiques von 1868 bis zu seinem Tode 1884
- Mitglied der Académie des sciences (1832)[15]
- Korrespondierendes Mitglied der Königlich Niederländischen Akademie der Wissenschaften (1838), ab 1851 auswärtiges Mitglied[16]
- Auswärtiges Mitglied (Foreign Member) der Royal Society (1840)
- Auswärtiges Mitglied der Königlich Dänischen Akademie der Wissenschaften (1842)
- Mitglied der Académie nationale de Médecine (1843)
- Président de l'Académie des sciences (1843)
- Korrespondierendes Mitglied der Russischen Akademie der Wissenschaften in St. Petersburg (1845)[17]
- Mitglied der American Academy of Arts and Sciences (1849)
- Ehrenmitglied (Honorary Fellow) der Royal Society of Edinburgh (1855)
- Mitglied der American Philosophical Society (1860)
- Mitglied der Société internationale des études pratiques d'économie sociale
- Präsident der Société d'encouragement pour l'industrie nationale von 1845 bis 1864
- Faraday Lectureship der Royal Society of Chemistry (1869)
- Mitglied der Académie française (1875)
- Mitglied der National Academy of Sciences (1883)
- Mitglied der Académie royale des Sciences, des Lettres et des Beaux-Arts de Belgique[18]

Gewählten und ministerielle Funktionen
- Deputierter, Député (1849)
- Senator, Sénateur
- Minister für Landwirtschaft und Handel, Ministre de l'Agriculture et du Commerce (1850–1851)

Weitere Funktionen
- Mitglied des Pariser Stadtrates, conseil municipal de Paris
- Vize-Präsident des Pariser Stadtrats
- Vize-Präsident des Obersten Rates und des öffentlichen Unterrichts (1861–1863)
- Präsident der Hohen Kommission gegen die Reblaus, Commission Supérieure du Phylloxéra (1871–1885)[19]

## Schriften (Auswahl)
- Recherches relatives à l’action du chlore sur l’alcool. In: L’Institut. Journal général des société et travaux scientifiques de la France et l’étranger. Band 2, (5. April) 1834, S. 106–108.
- Untersuchung über die Wirkung des Chlors auf den Alkohol. In: Annalen der Physik und Chemie. Neue Folge, Band 31, 1834, S. 650–673.
- Traité de chimie appliquée aux arts. 8 Bände. Bechet, Paris 1828–46. (Digitalisat Band 1), (Band 2), (Band 3), (Band 4), (Band 5) Deutsch von Buchner, Nürnberg 1844–49, 8 Bände;
- Leçons sur la philosophie chimique (Paris 1837; deutsch von Carl Rammelsberg, Berlin 1839);
- Thèse sur la question de l’action du calorique sur les corps organiques (Paris 1838);
- Essai sur la statique chimique des êtres organisés (Paris 1841, 3. Auflage 1844; deutsch von Vieweg, Leipzig 1844).
- Die Philosophie der Chemie : Vorlesungen, geh. im Collège de France / Jean-Baptiste Dumas. Gesammelt von Amand Bieneau u. ins Dt. übertr. von Carl Rammelsberg. – Berlin : Lüderitz, 1839. Digitalisierte Ausgabe der Universitäts- und Landesbibliothek Düsseldorf